# 山辺問題
山辺定数Yとアインシュタイン・ヒルベルト汎関数Eを用いて

{\displaystyle Y(M,C)=\inf _{g\in C}E(g)}

となる。この定数を実現する山辺計量g∈Cの存在問題が山辺（やまべ）の問題である。Trudinger, Aubin, Schoen等によって肯定的に解決された。
汎関数Eはスケール不変なので、ğが山辺計量ならば,そのスケーリング ρ・ğも山辺計量である。よって山辺計量の一意性問題は例えば{\displaystyle C_{1}:={g\in C|V_{g}=1}}内に制限した場合に意味を持つ。